# Rive-de-Gier
Rive-de-Gier is een gemeente in het Franse departement Loire (regio Auvergne-Rhône-Alpes). De gemeente telde 15.457 inwoners op 1 januari 2022. De plaats maakt deel uit van het arrondissement Saint-Étienne.
De gemeente heeft een industrieel verleden.

## Geschiedenis

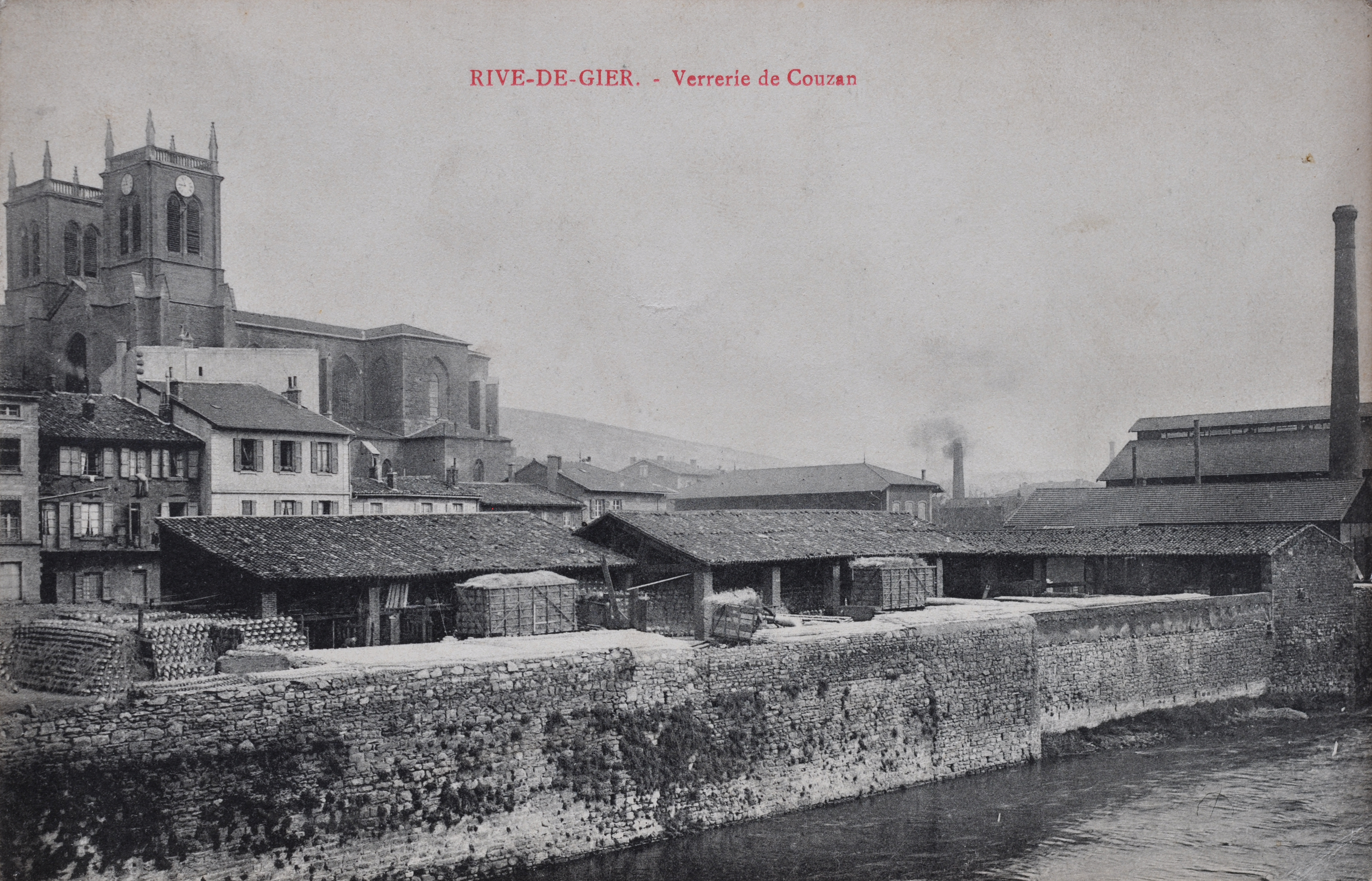
Een glasfabriek

Al in de 18e eeuw werd steenkool gewonnen in de gemeente die ligt in het steenkoolbekken van Loire. De steenkool werd per muilezel vervoerd naar Givors aan de Rhône, waar die werd verscheept. De Gier, de rivier tussen beide plaatsen, is immers niet bevaarbaar. Vanaf 1749 kwam er glasnijverheid in Givors die gebruik maakte van de aangevoerde steenkool. Aan het einde van de 18e eeuw kwam er ook glasnijverheid in Rive-de-Gier. In 1830 stelden de verschillende glasfabrieken in de gemeente in totaal 1.200 mensen te werk. In de loop van de 19e eeuw kwam er ook metaalindustrie.
In 1780 werd een kanaal geopend tussen Rive-de-Gier en Givors (het Canal de Givors). Langs dit kanaal werd steenkool vervoerd naar de rivierhaven van Givors op de Rhône. Na de komst van de spoorweg in 1830 raakte het kanaal in onbruik. Het werd grotendeels gedempt en de autosnelweg A47 werd aangelegd op het parcours van het vroegere kanaal.
In 1837 verenigden de verschillende steenkoolontginners van de gemeente zich in de Compagnie Générale des Mines de Rive-de-Gier. Maar het steenkoolbekken raakte al in de 19e eeuw uitgeput en het zwaartepunt van de mijnbouw verschoof naar Saint-Étienne. Vanaf de jaren 1980 ging het bergaf met de industrie en volgden massale ontslagen. De Société de forgeage de Rive-de-Gier, in 1970 marktleider in Europa in de productie van gasflessen, sloot in 1982. In 2006 sloot de laatste glasproducent, Duralex, de deuren.

## Geografie
De oppervlakte van Rive-de-Gier bedroeg op 1 januari 2022 7,33 vierkante kilometer; de bevolkingsdichtheid was toen 2.108,7 inwoners per km². De Gier stroomt door de gemeente, maar is in het centrum van de gemeente grotendeels overdekt.
De onderstaande kaart toont de ligging van Rive-de-Gier met de belangrijkste infrastructuur en aangrenzende gemeenten.

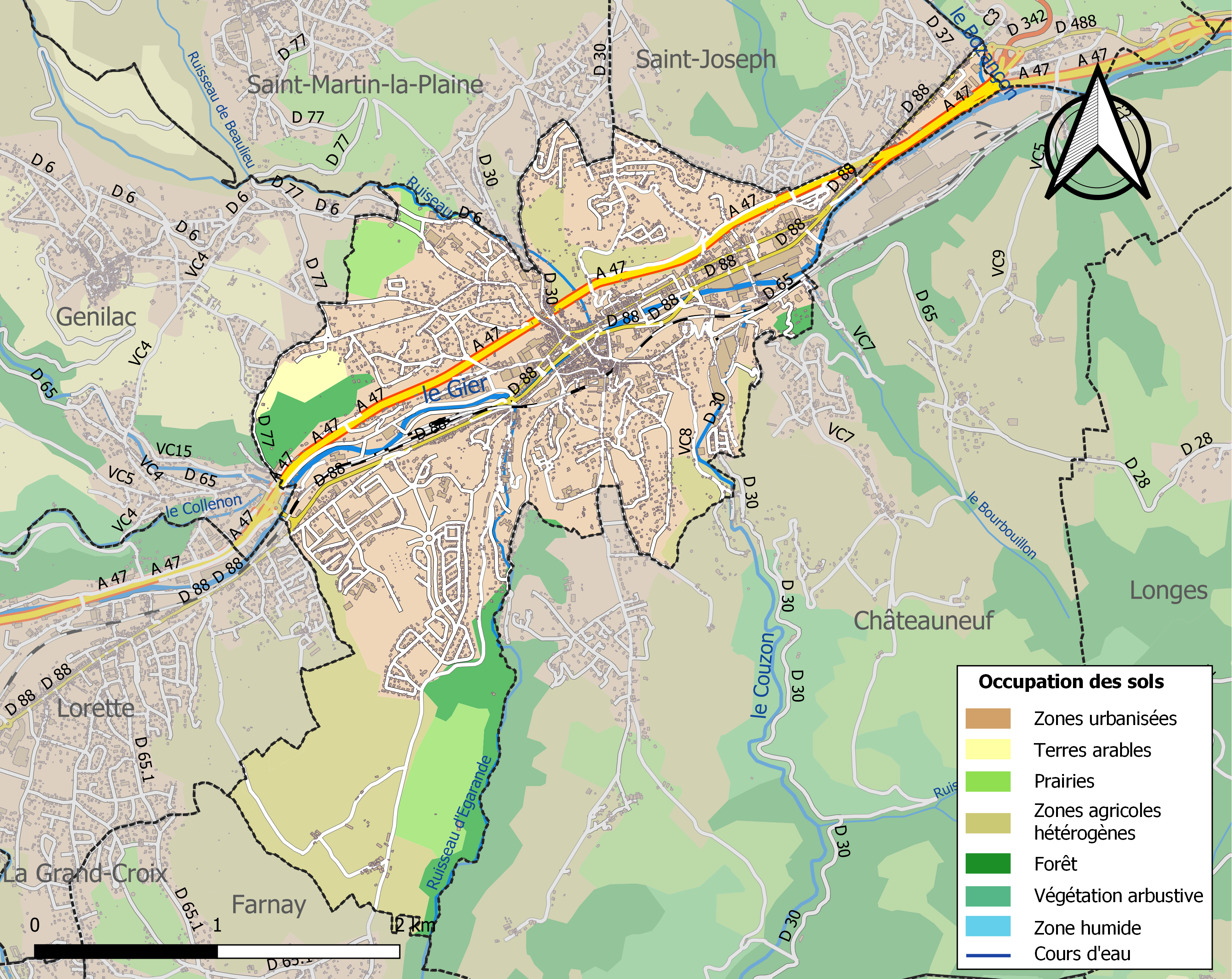

## Demografie
Onderstaande figuur toont het verloop van het inwonertal (bron: INSEE-tellingen).

## Geboren
- Cyril Dessel (1974), wielrenner